# Autostrada M43 (Węgry)
Autostrada M43 (węg. M43 autópálya) – autostrada na Węgrzech w ciągu trasy europejskiej E68.
Autostrada M43 łączy autostradę M5 z granicą Rumunii i ma 59 km długości. Ostatni odcinek autostrady oddano do użytku w 2015 r. Na tej trasie obowiązują opłaty drogowe w formie winiet, które można zakupić na oficjalnej stronie węgierskiego systemu poboru opłat oraz serwisach agregujących opłaty drogowe z różnych krajów.